# El Mundo Cómico

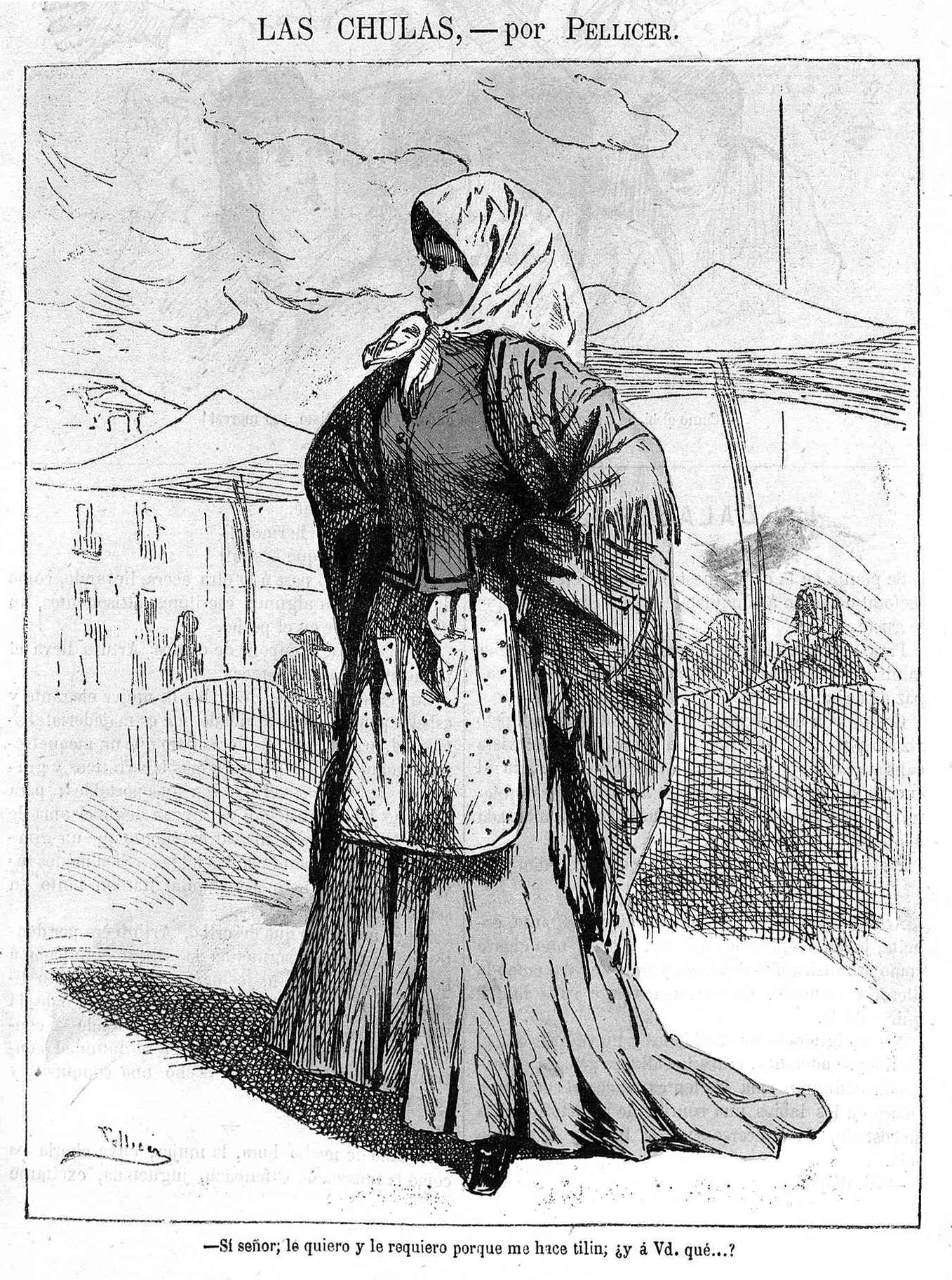
Ilustración de José Luis Pellicer, abril de 1872.

El Mundo Cómico fue una revista editada en la ciudad española de Madrid entre 1872 y 1876.

## Historia
De periodicidad semanal, tenía carácter principalmente satírico y fue publicada en Madrid entre octubre de 1872 y 1876, coincidiendo con el Sexenio Democrático (1868-74), momento en que la libertad de prensa permitió este tipo de publicaciones. El semanario gráfico, de unas ocho páginas, dejó de publicarse entre noviembre y diciembre de 1875 y cambió frecuentemente de imprenta en esos años. Destaca por ser uno de los primeros del país en publicar historietas: Por un coracero de José Luis Pellicer y Al buen pagador por Francisco Cubas.